# LNFA Junior 2008
La LNFA Junior 2008 fue la III edición de la Liga Nacional de Fútbol Americano Junior (LNFA Jr), y se disputó entre el 20 de octubre de 2007 y el 3 de febrero de 2008.
Participaron 19 equipos divididos en dos conferencias, Norte y Sur.
La fase final, disputada bajo el formato de Final Four, se celebró los días 2 y 3 de febrero en Valencia.

## Equipos
- Barberá Rookies
- Igualada Warriors
- Argentona Bocs
- Reus Imperials
- Barcelona Búfals
- Granollers Fénix
- L'Hospitalet Pioners
- Badalona Dracs
- Terrasa Reds
- Coslada Camioneros
- Sevilla Linces
- Murcia Cobras
- Rivas Osos
- Granada Lions
- Valencia Firebats
- Valencia Giants
- Museros Bous
- San Pedro de Alcántara Centuriones
- Cehegín Wolves

## Final Four
|  | Semifinales                    | Semifinales   |    |                | Final                          | Final |  |
|  |                                |               |    |                |                                |       |  |
|  |                                |               |    |                |                                |       |  |
|  | Valencia, 2 de febrero de 2008 |               |    |                |                                |       |  |
|  | Argentona Bocs                 |               |    |                |                                |       |  |
|  | Barberá Rookies                |               |    |                |                                |       |  |
|  |                                |               |    |                |                                |       |  |
|  |                                |               |    |                | Valencia, 3 de febrero de 2008 |       |  |
|  |                                |               |    |                | Barberá Rookies                | 06    |  |
|  |                                | Murcia Cobras | 50 |                |                                |       |  |
|  |                                |               |    |                |                                |       |  |
|  |                                |               |    |                |                                |       |  |
|  |                                |               |    |                | Tercer/Cuarto Puesto           |       |  |
|  | Valencia, 2 de febrero de 2008 |               |    |                |                                |       |  |
|  | Granada Lions                  | 18            |    | Argentona Bocs | 30                             |       |  |
|  | Murcia Cobras                  | 45            |    |                | Granada Lions                  | 06    |  |